# بيتر غاريسون
بيتر غاريسون (بالإنجليزية: Peter Garrison)‏ هو صحفي وطيار أمريكي، ولد في 21 أغسطس 1943 في لوس أنجلوس في الولايات المتحدة.